# Mercer Mayer
Mercer Mayer (10 de dezembro de 1943) é um escritor e ilustrador estadunidense de literatura infantil. Já publicou mais de 300 livros usando uma variada gama de estilos de desenho e é conhecido principalmente pelas séries "Little Critter" e "Little Monster".